# Sander See
Der Sander See ist ein Baggersee auf dem Gebiet der Gemeinde Sande im Landkreis Friesland in Niedersachsen. Um den See entstand im Laufe der Zeit die Freizeitanlage Sander See.

## Lage
Der Sander See liegt nordwestlich des Hauptortes Sande in einem Dreieck, das durch die Bundesautobahn 29, den Ems-Jade-Kanal und die Kreisstraße K 294 gebildet wird.
Der See hat an seiner westlichen Seite auf Höhe des Surferbereiches einen Überlauf, der den Wasserstand des Sees reguliert.

## Geschichte
Der See entstand in den 1970er Jahren durch das Abbaggern von Sand für den Bau der nahe gelegenen Bundesautobahn 29.

## Freizeitanlage Sander See
Die Freizeitanlage Sander See besitzt einen Sandstrand zum Seeufer. Weite Teile des Seeufers sind mit Schilf bewachsen. Außerhalb des abgegrenzten Badebereichs sind Aktivitäten wie Rudern, Paddeln, Surfen und Segeln erlaubt bis auf den Bereich, der als Naturschutzgebiet abgegrenzt ist.
An Land befindet sich ein Volleyball- sowie ein Fußballfeld. Während der Saison steht ein Kiosk sowie ein Sanitärgebäude mit Dusch- und Umkleidemöglichkeiten zur Verfügung. Der Eintritt zur Freizeitanlage ist kostenlos.

## Sport
Um den See verläuft eine 1,96 Kilometer lange Laufstrecke, auf der regelmäßig Laufveranstaltungen stattfinden. Für den Laufwettbewerb der Ultrafriesen wurde die Strecke extra genau bemessen und auch markiert.